# Marphysa kinbergi
Marphysa kinbergi är en ringmaskart som beskrevs av McIntosh 1910. Marphysa kinbergi ingår i släktet Marphysa och familjen Eunicidae. Arten har ej påträffats i Sverige. Inga underarter finns listade i Catalogue of Life.